# 綠化屋頂

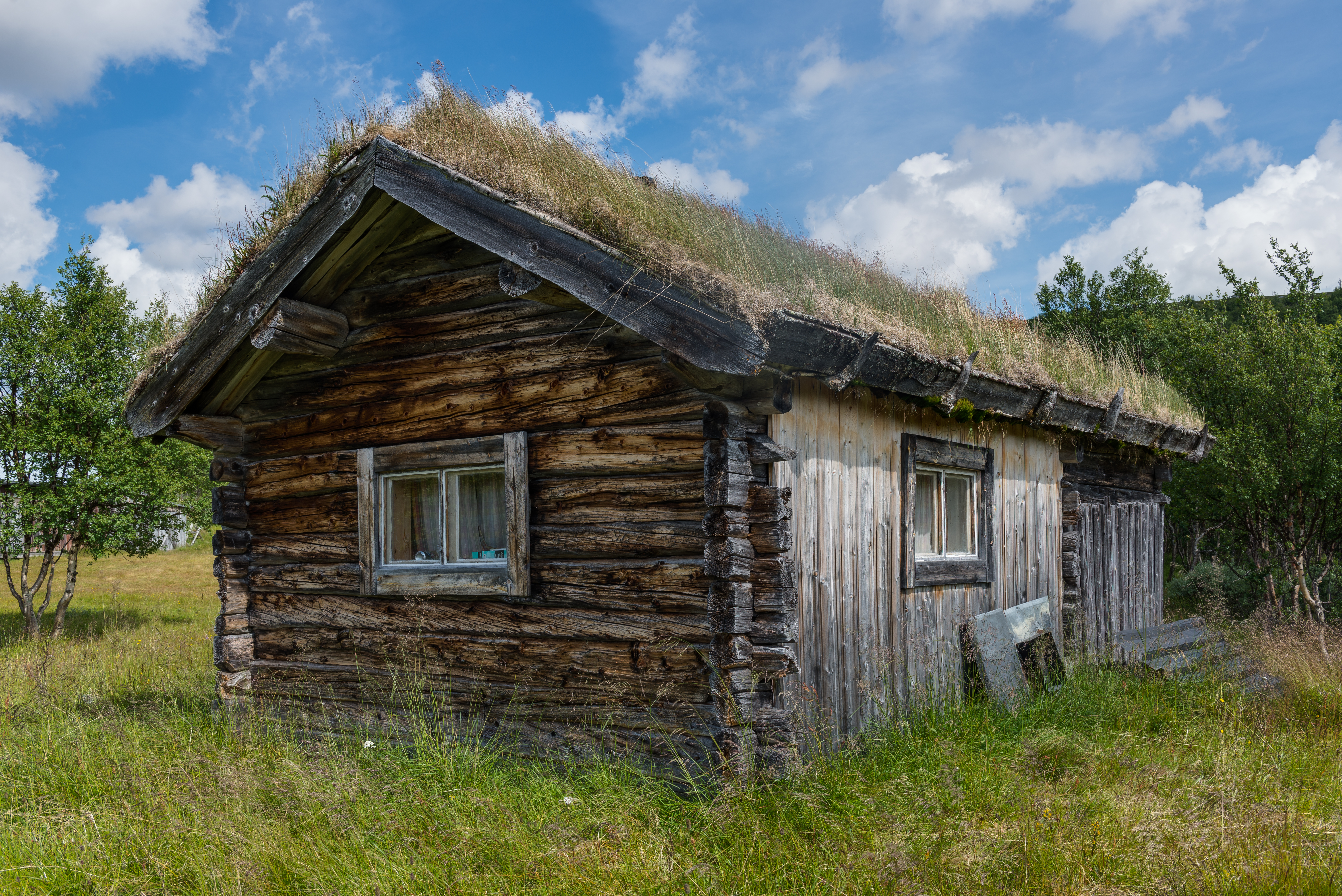
在瑞典Ljungris的传统草皮屋頂 。

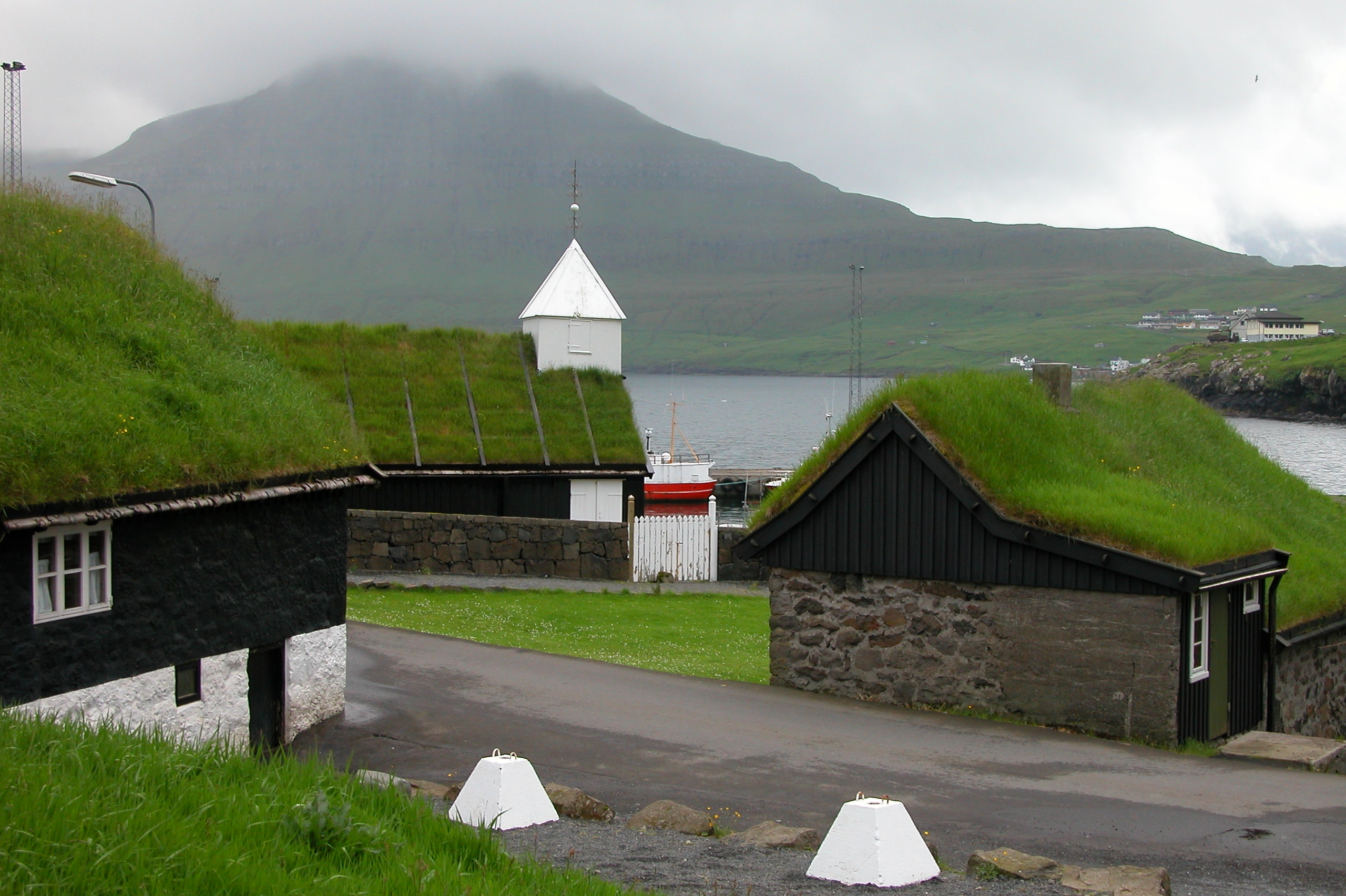
传统的草皮屋顶可以在法罗群岛的许多地方看到。

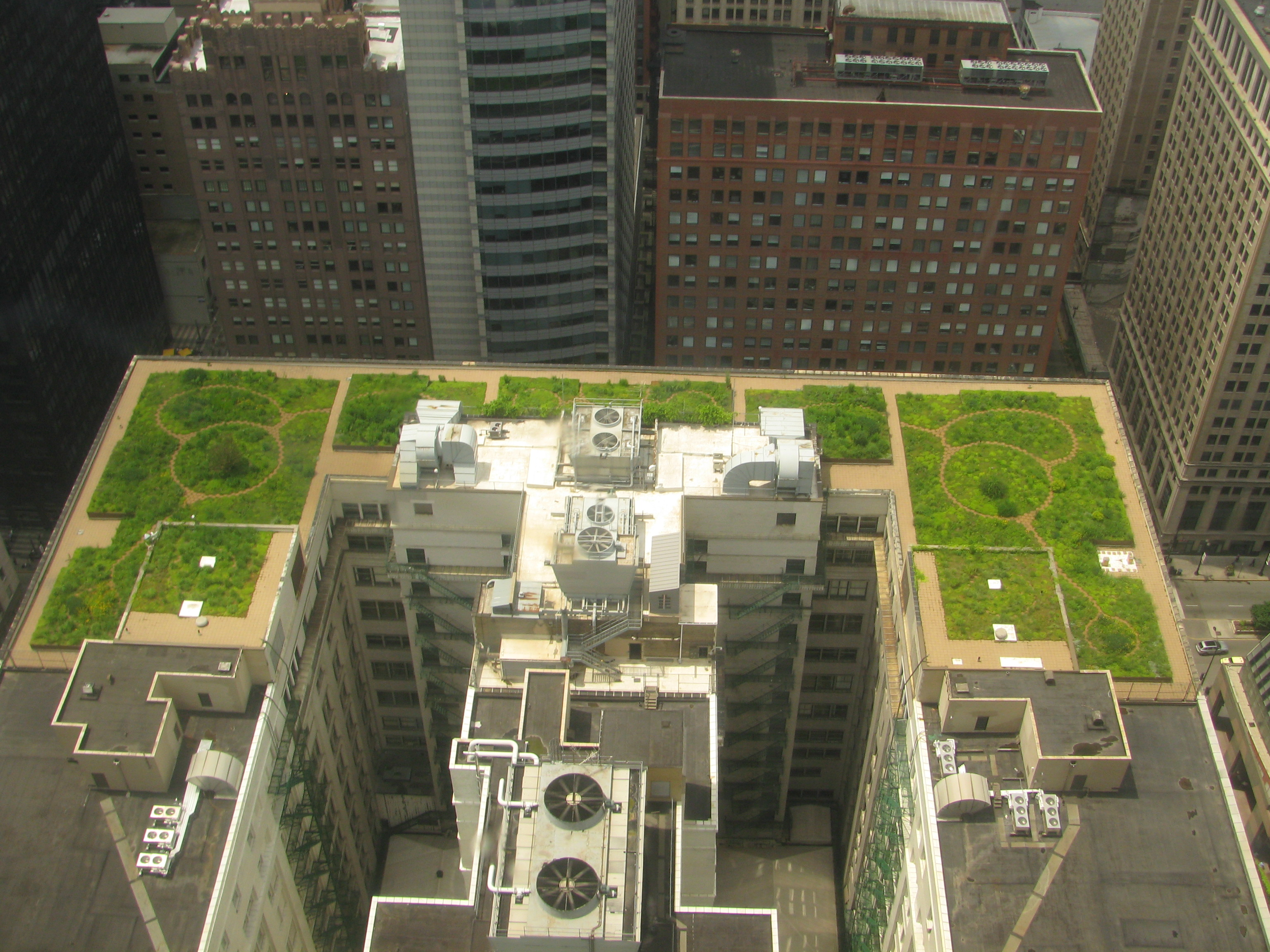
美國芝加哥市政大樓的綠化屋頂

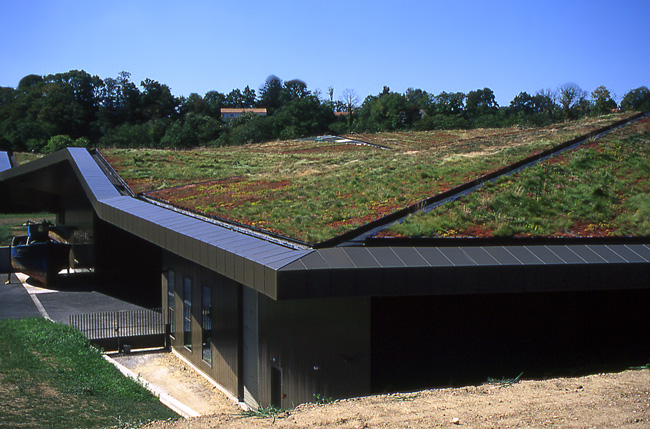
法國旺代省歷史博物館（L'Historial de la Vendée）的屋頂有達8,000平方米的植物

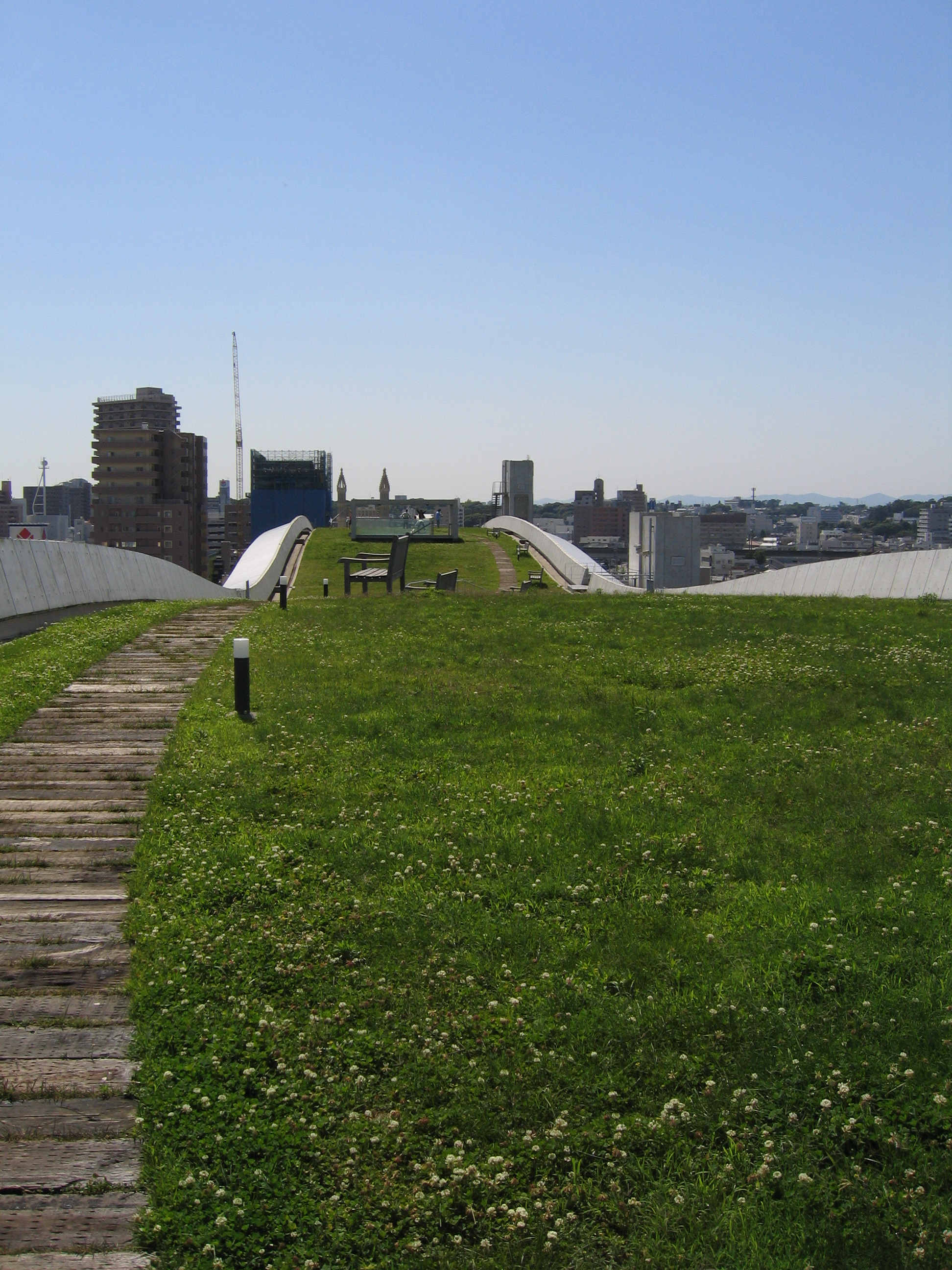
日本静岡文化藝術大學的空中花園

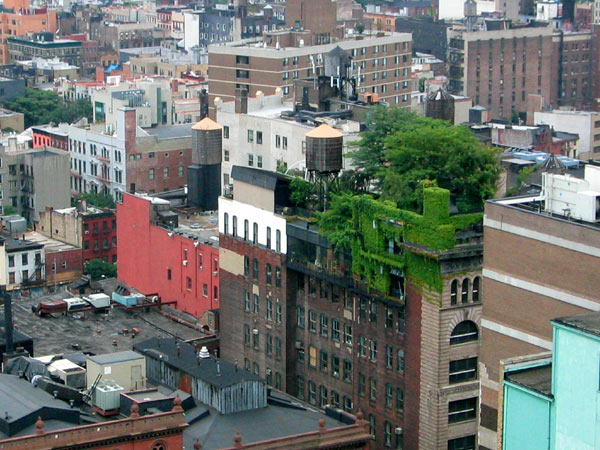
美國曼克頓內一棟建築

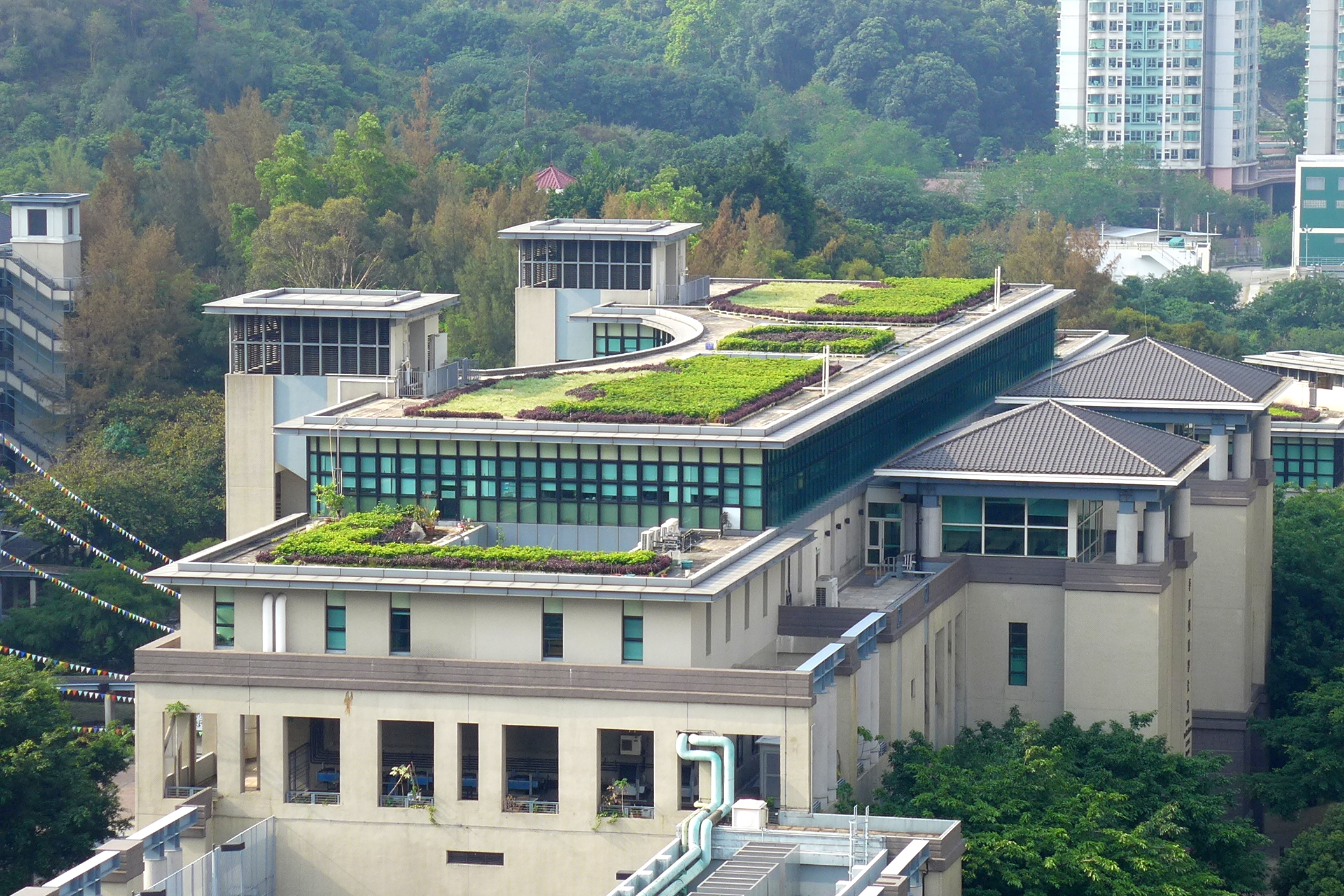
香港嶺南大學的綠化屋頂

綠化屋頂是指建筑物的屋顶被部分或完全覆盖着植被，生长介质，和埋下一层防水膜。它也可以包括附加层，例如一个根屏障和排水和灌溉系统。屋顶上的容器花园，植物保存在盆中，通常不被认为是真正的绿色屋顶，尽管这是有争议的。 屋顶池塘是用于处理灰水的另一种绿色屋顶。 植被，土壤，排水层，屋顶屏障和灌溉系统构成绿色屋顶。
綠化屋頂也是低影响开发或海绵城市的一種技術措施。

## 好處
- 改善熱島效應：吸收熱能，有助散熱
- 降低頂層溫度，大約減低冷暖氣耗電量20%（一般瀝青屋頂日間溫度可達攝氏65度）
- 美化環境
- 改善空氣品質：植物可以隔濾懸浮粒子（不同植物有不同的過濾能力）
- 綠化用的泥土、隔濾層可以使用建築廢料，物盡其用
- 隔音
- 調節雨水流量（保護下水道、排水系統）
- 提供休憩園地
- 屋頂甚至可以種植農作物，提供食物
- 保護屋頂（減少紫外線輻射）

## 缺点
屋顶绿化的主要缺点是，在安装屋顶绿化的初始成本可以达到一个正常的屋顶的双倍成本。土壤衬底的附加质量和保存的水在建筑物的结构支撑上放置一个大的应力。由于缺乏有能力支撑这样一个大量附加的重量的建筑物以及加强建筑物使之能够支持这样的重量所增加的成本，这使得不可能进行密集绿化屋顶的广泛实施。甚至可能使建築物超出負荷而引致倒塌，如2016年香港城市大學塌天花事件。

## 技術考慮
- 防止滲水。
- 防止根部生長到建築物，破壞建築物結構、防水層。
- 確保植物能承受風力。
- 植物的品種能否適應長期暴曬的環境和該城市的氣候。
- 如何打理植物：提供營養、灌溉排水、防治害蟲。（部分建築會結合循環水收集處理系統）
- 大廈的受壓能力。

## 各地發展
- 德国：德國是近代最早研究、實踐屋頂綠化的國家。估計有12%的住宅大廈天台已綠化。[7][8]
- 日本：東京政府將「屋上綠化」定為改善環境方針之一。自2001年4月，立例規定新的建築物面積達1000平方米便要綠化天台和牆身。現時，綠化的天台面積超過50公頃。[9]
- 香港：2012至2014年已有50幢政府建築物屋頂完成綠化。2014年，發展局轄下的綠化、園境及樹木管理組推出《香港高空綠化的植物應用圖鑑》，不過未有強調綠化建築物對樓宇結構安全影響的訊息。[10]
  - 學校[11]
  - 私人公司，如銅鑼灣希慎廣場天台設綠化設施，包括人工濕地及天台都市農圃。
  - 房屋署於2007年起新建樓宇[12]和有蓋行人通道的上蓋，如彩德商場、油麗商場、大本型、晴朗商場等。[13]
  - 公共建築，如社區中心、醫院、辦公室大樓、火葬場及文娛康樂設施均設綠化屋頂，包括香港濕地公園、和合石橋頭路靈灰安置所、九龍城一號污水泵房、啟德郵輪碼頭。[14]
- 中华人民共和国上海市：自2010年舉辦世博會後，上海市政府推出屋頂綠化半價補助，增加容積率等優惠措施鼓勵屋頂綠化的建設。[15]截至2012年底，上海的屋頂綠化面積達到145萬平方米。[16]

## 外部連結
- The International Green Roof Association
- Greenroofs.com （页面存档备份，存于）